# Европска тиса
Европска тиса (лат. Taxus baccata) је дрвенаста зимзелена врста четинара из рода тиса̂ (Taxus). Природни ареал распрострањења обухвата западну, средњу и јужну Европу, северозападну Африку и југозападну Азију до северног Ирана. У Србији је има на Златибору, Копаонику, у Ђердапској клисури Услед занимљивог облика круне и дуговечности, тиса је део фолклора разних народа, као и њихове народне медицине. У парковима се широко гаји и може да расте у врло различитим условима – у сенци и на веома отвореним положајима, на дубоком и богатом али и на плитком и сиромашном земљишту

## Опис
Европска тиса је по животној форми жбун до средње високо дрво, висине до 20 m. То је зимзелени, дводоми грм , веома разгранат са дугим гранама.Стабло јој је неправилног облика, пречника до 1 m, са широком пирамидалном круном. Кора је танка, црвенкастосмеђе боје. Четине (листови) су чешљасто распоређене на гранама, при основи сужене, а на врху нагло ушиљене, дуге до 3 cm, а широке до 2,5 mm, спљоштене, зимзелене, спирално распоређене, рашчешљане у 2 реда. Лице листа је зелено, а наличје светло зелено, при чему је руб четине благо повијен ка наличју. Тиса је голосеменица, стога нема цветове ни плод. Тиса је дводома биљка, у размножавању користи једнополне шишарке. Семени замеци су појединачни, налазе се у пазуху листова, обавијени су заштитним, љуспастим листићима. Семе је сјајно, тамносмеђе боје, окружено јарко црвеним, меснатим арилусом. Разносе га птице. Изузев арилуса, читава биљка садржи алкалоид таксин који је изузетно отрован. Мушке цвасти (инфлоресценције) се налазе у пазуху листова, изграђене су од штитоликих микроспорофила са 2 до 8 микроспорангија и обавијене љуспастим листићима. Расте споро и представља дуговечну врсту, може да доживи 2.000 – 4.000 година.
Тисово дрво је тврдо, чврсто и еластично. Тешко се цепа, али се површина веома добро обрађује. Најчешће се користи у уметничком столарству и резбарске радове, за стубове, израду дрвених судова и прибора за јело. Некада се њено дрво употребљавало у бродоградњи и за израду славина на бурадима. Сматра се да су масовна сеча и употреба тисе, као и народна веровања у њену заштитничку моћ, готово допринели њеном истребљењу. Тиса је данас законом заштићена врста.
Народно веровање каже да тиса штити од злих духова, па је у крајевима где је расла, народ њено дрво ушивао у одећу или носио окачену о врат у облику крстића. Од тисиног дрвета правили су се употребни (кашике и штапови), и украсни (огрлице) предмети. Магична моћ тисе објашњавала се са њеном дуговечношћу.

## Екологија
Европска тиса је способна да расте испод (не потпуно затворене) крошње букве (Fagus spp.) као и других листопадних широколисних стабала, али ће се развити до великих стабала само у отворенијим ситуацијама. У Швајцарској, најбогатијем подручју средње Европе тисом, она формира тисово-букову шуму на хладним, стрмим лапорастим падинама у Јури и подножју Алпа до 1.400 m нм. Испод зимзелене тисе ништа друго неће расти. У Енглеској, T. baccata се најбоље развија на падинама од креде - опет на стрмим падинама - и може формирати велике састојине изван букових шума које продиру низ травњак. У већем делу Европе где је клима мање океанска, боље преживљава у мешовитим шумама, четинарским, као и мешовитим шумама широколисних четинара, опет углавном на кречњачким подлогама, и често заузимају стеновите литице и падине.
На киселим земљиштима тисе се слабије јављају под крошњом и обично се не развијају даље од стадијума младица у шуми. Њене северне границе у Скандинавији су одређене његовом осетљивошћу на јаке мразеве. Његова токсичност (сви делови осим црвених арилуса око семенки) спречавају да га прегледају говеда и овце, али не и зечеви и јелени, јер су ове животиње развиле ниво имунитета на опасне алкалоиде. Осим клијања семена (расејаних птицама), T. baccata се лако обнавља из пањева и корена; прастара шупља стабла могу се на овај начин стално подмлађивати. Када се сади, нпр. у црквеним гробљима и гробљима pH земљишта не представља проблем; неки од највећих и вероватно најстаријих примерака дрвећа у северозападној Европи, посебно у Бретањи (Француска) и Британским острвима, познати су са таквих локација и засађени су вероватно још од келтских времена.

## Галерија
- Четине и мушки цветови тисе
- Четине и мушки цветови тисе
- Четине и мушки цветови тисе